# 白体 (文学)
白体，是中國宋代初期的宋詩與文學流派，以效仿白居易的创作风格得名，诗作贴近闲适的生活，风格清雅。

## 代表人物
- 王禹偁
- 李昉
- 徐铉